# اولیور هیوود
اولیور هیوود (انگلیسی: Oliver Haywood؛ زاده ۲۹ نوامبر ۱۹۱۱ درگذشته ۲۵ مهٔ ۲۰۰۲) یک فرد نظامی بود.